# Milko Kelemen
Pour les articles homonymes, voir Kelemen.
Milko Kelemen (né le 30 mars 1924 à Slatina et mort le 8 mars 2018 à Stuttgart) est un compositeur croate.
Il est l'auteur d'un Concertino pour contrebasse et piano.